# 卢旺达历史
在最后一个冰河世纪，人类开始居住在卢旺达地区。16世纪，卢旺达地区组建了众多王国。19世纪后被殖民。1962年获得独立。

## 新石器时代至中世纪
在几千年之前，现今卢旺达这片区域曾是绿茫茫以及肥沃的土地。即使是末次冰期期间，尼温圭国家公园的部分在冰层之上。

### 中世纪
至15世纪，从多班图人开始组成许多小的国家。其中包括胡图族和图西族。

## 卢旺达王国
在16世纪，卢旺达地区建立了许多王国。19世纪，卢旺达王国变得更为集权化，并且不断的扩张。在王国中，国王是图西人，而胡图人和图西人的经济不平衡。

## 殖民时期
卢旺达和大湖的地区在1884年的柏林会议之前还没有分割。在1890年的布鲁塞尔会议中，卢旺达和布隆迪被归为德意志帝国。德国将该地区组成卢安达-乌隆迪殖民地，成为德属东非的一部分。
第一次世界大战之后，比利时接受了该地作为国际联盟托管地，第二次世界大战之后，该地区成为比利时托管地。20世纪50年代，比利时鼓励民主改革，但是遭到了图西族的抵制。

## 独立时期
1959年由多数族群胡图族发动了革命，推翻了执政的图西族国王；1962年7月1日宣告独立，成立卢旺达共和国。独立后，卢旺达国内充满着胡图族和图西族之间的冲突。几年内，有十几万图西族人流亡到周边国家。

## 内战
许多流亡与乌干达的图西族，成立了卢旺达爱国阵线.1990年10月1日，卢旺达爱国阵线从乌干达根据地侵入卢旺达。对此，当时的朱韦纳尔·哈比亚利马纳军政府声称图西族企图再次奴役胡图族人，对图西族采取了种族灭绝的政策。战争持续了两年，1992年，政府军和卢旺达爱国阵线在坦桑尼亚的阿鲁沙签订了停火协议。

## 大屠杀
1994年4月6日，一辆飞机在首都基加利上空失事，机上人员包括哈比亞利馬納总统和邻国布隆迪总统西普里安·恩塔里亚米拉全部遇难。接下来的两个月内，军队和各军事组织在种族屠杀中杀害了近80万的图西族和胡图族平民。爱国阵线再次攻入，7月占领了卢旺达北部。10月，卢旺达爱国阵线宣布停火协议，此一事件终告段落，在此事件中，联合国及西方国家几乎对此没有任何反应及动作，放任胡图族军政府、民兵及激进份子的屠杀行为。事件结束后，因害怕图西人报复，200万胡图族人，逃到邻国刚果、坦桑尼亚等。

## 21世纪
2003年8月举行的内战后首次大选，卡加梅以95.5%的得票率正式当选总统。9月，爱国阵线及其联盟赢得议会选举，卢长达9年的过渡期宣告结束。目前，卢旺达爱国阵线在卢旺达政坛处于主导地位。